# Fettjorna
Fettjorna är en sjö i Ånge kommun i Medelpad och ingår i Ljungans huvudavrinningsområde. Sjöns area är 0,109 kvadratkilometer och den är belägen 359 meter över havet.